# John Christmas Møller
Guido Leo John Christmas Møller (født 3. april 1894 i København, død 13. april 1948 sammesteds) var en dansk politiker. Han var politisk leder af Det Konservative Folkeparti fra 1928 til 1947 og partiets formand 1932-1939.

## Familie
Han var søn af vekselerer Hans Christian Møller (1866-1938) og Anna Cathinca Christmas (1868-1919), blev student 1911 fra Rungsted Gymnasium og cand.jur. fra Københavns Universitet 1922. Han var gift to gange, første gang i 1919 i København i Sankt-Pauls Kirke med Carmen Elisabeth Signe Munthe Riis (4. juni 1890 i Montevideo, Uruguay - 30. juli 1962 i København). Gift anden gang 19. maj 1923 med Cand. phil. og senere filmcensor Gertrud Jessen (14. august 1894 - 11. februar 1974).

## Politisk karriere

### Tidlig karriere
Christmas Møller var tidligt aktiv i politik i Højres Ungdom. Han arbejdede i forbindelse med grundloven af 1915 for den almindelige valgret og var hermed ikke i fuld overensstemmelse med sit partis ledelse. Også forsvarssagen optog ham stærkt, og han var medlem af Akademisk Skyttekorps. I 1920 deltog han med iver i den såkaldte Flensborgbevægelse, der arbejdede for Flensborgs tilknytning til Danmark uanset folkeafstemningens udfald.
Samme år blev han valgt til Folketinget for Det Konservative Folkeparti og blev hurtigt én af partiets hovedkræfter, og i 1928 blev han partiets politiske leder.
Christmas Møller arbejdede for en frigørelse af De Konservative fra Venstres dominans, og i 1929 var han med til at fælde Madsen-Mygdals venstreregering på et spørgsmål om forsvarsbevillinger. Denne begivenhed blev på baggrund af en tegning i Blæksprutten foreviget som historien om ”piccoloen, der tabte terrinen”, hvor Christmas Møller var piccoloen. Han var ikke afvisende over for et samarbejde med Stauning-regeringen, men kom dog ikke med i Kanslergadeforliget i 1933.
I trediverne var der kræfter i Konservativ Ungdom, som så med en vis sympati på det, der foregik i Tyskland og Italien, men Christmas Møller trådte skarpt op herimod og holdt sit parti og ungdomsorganisationen urokkeligt fast på en demokratisk linje. Han støttede den unge cand.polit. Aksel Møller i opgøret med KU-formanden Jack G. Westergaard og 1936 overtog Aksel Møller formandsposten, bl.a. på baggrund af økonomisk pres fra partiet og Christmas Møller.
Christmas Møller gik helhjertet ind for en grundlovsændring på trods af modstand i Det Konservative Folkeparti, og det var ham en stor skuffelse, at forslaget faldt ved folkeafstemningen i 1939.

### Besættelsen
Efter den tyske besættelse i april 1940 blev Christmas Møller handelsminister i den nye samlingsregering. Han indtog en skarp holdning til besættelsesmagten og holdt udæskende taler, og allerede i oktober 1940 måtte Christmas Møller på tysk forlangende forlade regeringen og tre måneder senere også Folketinget. Han stiftede sammen med kommunisternes formand Aksel Larsen og Frode Jakobsen det illegale blad Frit Danmark.
I 1942 flygtede han via Sverige til England, hvor han hurtigt over BBC kom i gang med at holde radiotaler til det danske folk. Han opnåede herigennem en uhørt popularitet, og der er ingen tvivl om, at talerne medvirkede til at fremkalde bruddet med samarbejdspolitikken i august 1943. På de indre linjer i London opnåede Christmas Møller ikke nogen stor indflydelse.

### Efter krigen
Han vendte tilbage ved befrielsen i 1945 og blev udenrigsminister i Befrielsesregeringen. Under Knud Kristensens venstreregering fra 1945-47 modarbejdede Christmas Møller stærkt statsministerens aktivistiske Sydslesvig-politik og var med til at fælde ham. Han kom herved i modsætning til sit eget parti og udmeldte sig af Det Konservative Folkeparti. Ved folketingsvalget i 1947 forsøgte han forgæves at opnå valg i Sønderjylland. Han døde i 1948.